# مساعد طبيب الأسنان

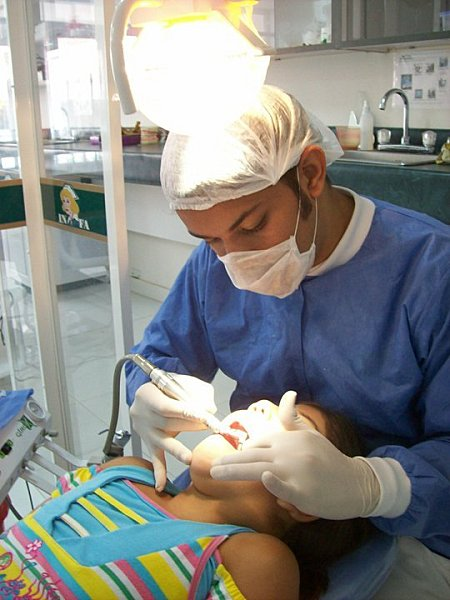
مساعد طبيب الأسنان

يساعد مساعدو طبيب الأسنان الطبيبَ في علاج الأسنان بصورة أكثر كفاءة، من خلال إعداد المريض للعلاج، وتعقيم الأدوات، وتمرير الأدوات أثناء العملية، وعقد أجهزة الشفط، وتجهيز الصور الشعاعية للأسنان، أخذ الانطباعات، التيجان المؤقتة. يمكن لمساعدي أطباء الأسنان توفير الكثير من الوقت في العمليات.
ينبغي تمييز مساعدي الأسنان عن أطباء صحة الأسنان الذين عادة ما يكون لديهم مستوى أعلى من التدريب والخبرة.

## التاريخ

### أول مساعد لطبيب أسنان في التاريخ
عيّن طبيب الأسنان الرائد جارلس إيدموند كيلز أول مساعد طبيب أسنان خاص به، سيطر أطباء الأسنان الذكور في البداية على مجال طب الأسنان ولكن بعد استحداث مهنة مساعد طبيب الأسنان اتخذها النساء مهنة لهن وأصبح من المقبول زيارة النساء لطبيب الأسنان دون حضور أزواجهن. ازدهرت مهنة طب الأسنان وزاد إقبال النساء على معالجة أسنانهن.

### الجمعية الأولى
تأسست أول جمعية لمساعدي أطباء الأسنان في عام 1923 على يد جولييت سوثارد وسميت الجمعية الأمريكية لمساعدي أطباء الأسنان وما زالت قائمة إلى يومنا هذا، بدأت الجمعية بعضوية خمسة أشخاص ووصلت اليوم إلى 10000 عضو.

## المهام
المهمة الأساسية لمساعد طبيب الأسنان هي تزويد طبيب الأسنان بالأدوات التي يحتاجها خلال الإجراء السني، لكنها قد تتعدى هذه الحدود لتشمل تعقيم الأدوات وتعليم المرضى طرق تنظيف الأسنان الصحيحة ومساعدة الطبيب أثناء الإجراء السني تحت التخدير العام ووضع جهاز شفط اللعاب في فم المريض وأخذ الطبعات السنية وتنظيم مواعيد زيارة المرضى.

### السيطرة على العدوى
كان أطباء الأسنان والعاملون معهم من مساعدين معتادين على ممارسة الإجراءات السنية في الثمانينيات بدون استخدام القفازات والكمامات الطبية، لكنهم أخذوا حذرهم بعد تفشي فيروس نقص المناعة البشرية حتى أصبحت الكمامات والقفازات الطبية جزءًا من البروتوكول الرسمي للإجراءات الوقائية للتقليل من تفشي الأمراض المعدية.
لا تقتصر الفائدة من السيطرة على انتشار العدوى على المرضى فحسب وإنما تتعدى لتشمل جميع العاملين في مجال طب الأسنان من أطباء الأسنان ومساعدي أطباء الأسنان واختصاصيي صحة الأسنان واختصاصيي تنظيف الأسنان.

### غسل اليدين
تهدف عملية غسل اليدين وتنظيفها إلى تقليل أعداد الميكروبات والكائنات المجهرية على سطح اليدين قبل أن يبدأ العاملون في مجال طب الأسنان بإجرائهم السني، وتُستخدم مضادات الميكروبات التي تحتوي على الكحول أو الصابون المضاد للمكروبات والماء لهذا الغرض.

### إجراءات الوقاية الشخصية
تقلل إجراءات الوقاية الشخصية مثل القفازات الطبية والسربال والنظارات الواقية وشبكة الشعر من قابلية انتشار العدوى، يجب أن تُستعمل القفازات الطبية والكمامات لمرة واحدة ثم يجب التخلص منها أما النظارات الطبية فيمكن أن تستخدم لأكثر من مرة بشرط تعقيمها. يجب أن يرتدي العاملون في مجال طب الأسنان أحذية مغلقة من الألمام لتقليل فرص الإصابة بجروح الأدوات الحادة.

### الإجراءات الجراحية وتقنيات التعقيم
يجب أن يرتدي مساعد طبيب الأسنان قفازات معقمة عندما يساعد طبيب الأسنان في العمليات الجراحية، تعتبر نظافة اليدين باستخدام الصابون المضاد للميكروبات والماء أمرًا ضروريًا للسيطرة على انتشار العدوى وتقليلها.

### طرق التعامل مع الأدوات الحادة
يجب أن يتعامل مساعد طبيب الأسنان مع الأدوات الحادة بعناية وباستخدام تقنيات مناسبة لتقليل أي إصابة محتملة مع الأدوات الحادة التي تشمل: الإبر والمشارط وأسلاك تقويم الأسنان والملفات اللبية.
يجب التخلص من الأدوات الحادة أيضًا في حاويات مخصصة للأدوات الحادة ومنفصلة عن الحاويات الأخرى، ويجب أن يهتم مساعد طبيب الأسنان بهذا الأمر لتقليل فرصة انتشار الأمراض المعدية.

### التعقيم والتطهير
من أهم مهمات مساعد طبيب الأسنان هي التأكد من تعقيم وتطهير جميع الأدوات السنية التي يُعاد استخدامها لتقليل نسب انتشار العدوى والسيطرة عليها. يُعرف التعقيم على أنه الإزالة الكاملة لجميع الكائنات الدقيقة بضمنها البكتريا المقاومة والأبواغ البكتيرية ويشمل:
1. التعقيم بالموصدة: تقتل الحرارة الرطبة البكتريا عن طريق تدمير بروتينها بدرجة حرارة 240 °ف (121°م) لمدة تتراوح بين 15 – 20 دقيقة أو 270 °ف لمدة ثلاث دقائق. تُستخدم بعض الطرق للتأكد من نجاح التعقيم مثل المؤشرات البيولوجية التي تحتوي على أبواغ مقاومة للحرارة أو أشرطة الموصدة التي تحتوي على حبر يتغير لونه بتغير درجة الحرارة والضغط.[8]
2. التعقيم الحراري الجاف: يتطلب هذا النوع من التعقيم درجة حرارة أعلى ووقتًا أطول من الوقت للازم للتعقيم في الموصدة.[5]
3. التعقيم الكيميائي باستخدام أكسيد الإيثيلين بدرجة حرارة منخفضة لمدة ساعتين أو ثلاث ساعات.

## المتطلبات التعليمية والترخيص في الولايات المتحدة
في بعض الولايات، يمكن لمساعدي طب الأسنان العمل في الميدان دون الحصول على شهادة جامعية، بينما في دول أخرى، يجب أن يكون مساعدي الأسنان مرخصين أو مسجلين.
يطلب من مساعدي طب الأسنان تلبية الحد الأدنى من الشهادات للعمل في هذا المجال. هناك العديد من الأشياء التي يجب على مساعدي الأسنان النظر فيها أثناء العمل في هذا المجال ويمكن القول إن أهمها هو مكافحة العدوى.
تعتمد لجنة اعتماد طب الأسنان التابعة لجمعية أطباء الأسنان الأمريكية برامج مساعدة الأسنان، والتي يوجد منها أكثر من 200 برنامج في الولايات المتحدة. ولكي تصبح من مساعدي طب الأسنان، يجب على مساعدي طب الأسنان أن يأخذوا فحص DANB بعد أن يكونوا قد أكملوا برنامجا معتمدا لمساعدة الأسنان، أو لديهم عامين على الأقل من التدريب أثناء العمل كطبيب أسنان مساعد. بعض أطباء الأسنان على استعداد للدفع لمساعد طب الأسنان في التدريب الذي لديه لحسن السلوك وأخلاقيات العمل.
الوظائف الموسعة لمساعدين الأسنان، كما هو معروف في بعض الولايات، حيث يقوم المساعد بعمل الترميمات بعد أن يكون الطبيب قد أزال الاضمحلال. ومن الناحية المثالية، يجب أن يكون مساعد الأسنان على مستوى عالٍ من المهارات الإدارية والسريرية. وقد تشمل الواجبات أيضاً على إعداد المريض، والرسم البياني، وخلط مواد طب الأسنان، وتوفير تعليم المريض وتعليمات ما بعد الجراحة. كما أنها تتبع المسار مع مراقبة المخزون واللوازم.
في المملكة المتحدة، تمنع ممرضة الأسنان المسجلين من القيام بأي شكل من أشكال العلاج المباشر للأسنان على المريض، بما في ذلك إجراءات تبييض الأسنان، في إطار نطاق الممارسة GDC.
إن ممرضات الأسنان الذين يثبت أنهم يقومون بإجراءات طب الأسنان هم عرضة للإزالة من سجل GDC القانوني.
في جمهورية أيرلندا، وأجزاء أخرى من المملكة المتحدة، وأمريكا الشمالية، غالبا ما يكون ممرضات الأسنان هم الذين يقومون بإجراءات تبييض الأسنان بدلا من أطباء الأسنان. تحدث هذه الممارسة بشكل رئيسي في العيادات التي تركز فقط على تبييض الأسنان بالليزر. في أيرلندا، التسجيل كممرضة في طب الأسنان في المجلس الأيرلندي هو عمل تطوعي؛ ومع ذلك، الممرضات المسجلين والذين يقومون بتبييض الأسنان قد يواجهون إجراءات تأديبية إذا تم القبض عليهم.
في أستراليا، ليس مطلوبا تأهيل رسمي للعمل كمساعد لطبيب الأسنان. ومع ذلك، يفضل هذا عادة من قبل معظم أطباء الأسنان للتأكد من أن موظفيهم لديهم ما يكفي من المعرفة الخلفية حول طب الأسنان. ولا يطلب من مساعدي طب الأسنان الأستراليين أن يسجلوا لدى رابطة أطباء الأسنان الأسترالية.
لا يوجد تدريب رسمي مطلوب من مساعدي طب الأسنان على مستوى الدخول من أجل البدء أو القيام بأعمال في الممارسة الخاصة في أستراليا. ومع ذلك، هناك المؤهلات المهنية التي ينصح بشدة لزيادة فرص عملك والمكافأة والتنمية المهنية الخاصة بك. هذا التأهيل (شهادة في مساعدة طبيب الأسنان) متاحة من خلال منظمات التدريب المسجلة مثل جمعية مساعدي أطباء الأسنان المهنية. ويمكن أيضا تقديم الشهادة في مجال تقديم المساعدة في مجال الأسنان كمتدربة في معظم الولايات في أستراليا.
لا يطلب من مساعدي طب الأسنان حاليا أن يكونوا مسجلين تحت مجلس الأسنان في أستراليا أو مع أي مجالس الولايات والأقاليم. يجب على مساعدي أطباء الأسنان الذين حصلوا على شهادة في المساعدة في طب الأسنان - التصوير بالأشعة السنية والمطلوب منهم تشغيل جهاز التصوير الشعاعي للأسنان كجزء من دورهم الوظيفي، أن يحصلوا على ترخيص حالي مع هيئة الإشعاع التابعة للدولة أو الإقليم المعنية.
يتم التشجيع بشدة للحصول على التطعيم الحالي لالتهاب الكبد ب، والتيتانوس جنبا إلى جنب مع توصيات تطعيم الطفولة العادية (الحصبة والنكاف، الحماق، شلل الأطفال). ستحتاج العدید من مرافق الرعایة الصحیة العامة في الولایات والأقالیم ومقدمي التدریب والطلاب والعمال إلی تقدیم أدلة علی الحصانة من الالتھاب الكبدي ب ونتائج فحص التاریخ الجنائي قبل البدء بالتنسیب السریري. كما تتطلب معظم عيادات طب الأسنان الخاصة من الموظفين الحصول على سجلات التطعيم الحالية، وقد تتطلب أيضا من العمال إجراء لقاحات الأنفلونزا السنوية.

## الأرباح والرواتب
يتم إدراج مساعدي الأسنان حاليا من قبل مكتب الولايات المتحدة لإحصاءات العمل كمهنة دعم الرعاية الصحية، وبالتالي لا يحصلون على نفس راتب أطباء الأسنان. وكان متوسط راتبهم في الولايات المتحدة 43.470 دولارا سنويا، أو 16.9 دولار في الساعة في عام 2010. وتتراوح نطاقات المرتبات تباينا واسعا بين الولاية والمناطق الحضرية الكبرى. وتدفع الدولة الأقل أجرا في ولاية فرجينيا الغربية مساعديها للأسر الأقل كلفة حوالي 18.490 دولار سنويا، في حين تدفع الدولة الأعلى أجرا، ألاسكا، كبار العاملين فيها حوالي 56.760 دولار سنويا. يكسب مساعدي طب الأسنان الأقل ربحا في سانتا في، نم، حوالي 17.950 دولار في السنة، في حين أن أعلى الأجور في سان فرانسيسكو، كاليفورنيا حوالي 59.370 $ سنويا.